# Jewgienij Żerdij
Jewgienij Nikołajewicz Żerdij, Jewhen Mykołajowycz Żerdij (ros. Евгений Николаевич Жердий, ukr. Євген Миколайович Жердій, ur. 3 kwietnia 1918 we wsi Wielikaja Wiska w obwodzie kirowohradzkim, zm. 14 lipca 1942 w rejonie kupiańskim) – radziecki lotnik wojskowy, starszy porucznik lotnictwa, odznaczony pośmiertnie Złotą Gwiazdą Bohatera Związku Radzieckiego (1942).

## Życiorys
Urodził się w ukraińskiej rodzinie chłopskiej. Miał wykształcenie średnie. Od 1937 służył w Armii Czerwonej, w 1940 ukończył Czugujewską Wojskową Szkołę Lotniczą, od maja 1942 uczestniczył w wojnie z Niemcami. Był dowódcą klucza 273 pułku lotnictwa myśliwskiego 268 Dywizji Lotnictwa Myśliwskiego 8 Armii Powietrznej Frontu Południowo-Zachodniego w stopniu porucznika. 14 lipca 1942 wraz z drugim lotnikiem wykonywał lot zwiadowczy w rejonie Kupiańska; natrafił tam na dużą kolumnę czołgów i pojazdów pancernych wroga poruszających się na wschód. Zamierzał dostarczyć informacje o tym sztabowi armii powietrznej, jednak na drodze zwiadowców pojawiły się cztery niemieckie samoloty; Żerdij kazał drugiemu zwiadowcy odlecieć, by przekazał informacje, a sam podjął nierówną walkę, w której zestrzelił jednego Messerschmitta, jednak potem został ciężko ranny. Wówczas staranował drugiego Messerschmitta, niszcząc go. Wówczas jego myśliwiec zaczął spadać i Żerdij wyskoczył z niego, jednak spadochron się nie otworzył. Został pochowany na polu bitwy. Łącznie podczas wojny wykonał 75 lotów bojowych, w walkach powietrznych strącił osobiście 4 i w grupie 4 samoloty wroga. W Śnieżnem jego imieniem nazwano ulicę.

## Odznaczenia
- Złota Gwiazda Bohatera Związku Radzieckiego (pośmiertnie, 5 listopada 1942)[1]
- Order Lenina (pośmiertnie, 5 listopada 1942)
- Order Czerwonego Sztandaru